# Municipio Escoma
Das Municipio Escoma liegt im Departamento La Paz im südamerikanischen Anden-Staat Bolivien.

## Lage im Nahraum
Das Municipio Escoma ist per Gesetz von 2009 als selbstständiges Municipio eingerichtet worden und aus den Kantonen Escoma, Villa Puni, Collasuyo und Península de Challapata hervorgegangen, die bis 2009 vier von neun Kantonen des Municipio Puerto Acosta gewesen sind.
Heute ist das Municipio Escoma eines von fünf Municipios der Provinz Eliodoro Camacho und liegt im zentralen Teil der Provinz. Es grenzt im Nordosten, Norden und Westen an das Municipio Puerto Acosta, im Süden an den Titicacasee, im Südosten an das Municipio Puerto Carabuco, und im Osten an das Municipio Mocomoco.
Das Municipio besteht aus 26 Subkantonen (vicecantones) und hat 38 Ortschaften (localidades), zentraler Ort des Municipio ist Escoma mit 1162 Einwohnern (Volkszählung 2012) im südöstlichen Teil des Municipios.

## Geographie
Das Municipio Escoma liegt auf dem bolivianischen Altiplano am Westrand der Cordillera Real.
Die mittlere Durchschnittstemperatur der Region liegt bei knapp 9 °C, der Jahresniederschlag beträgt etwa 850 mm (siehe Klimadiagramm Puerto Acosta). Die Region weist ein ausgeprägtes Tageszeitenklima auf, die Monatsdurchschnittstemperaturen schwanken nur unwesentlich zwischen knapp 6 °C im Juli und gut 10 °C von November bis Januar. Die Monatsniederschläge liegen zwischen unter 15 mm von Juni bis August und einer Feuchtezeit von Dezember bis März mit Werten zwischen 120 und 170 mm.

## Bevölkerung
Die Einwohnerzahl des Municipio Escoma ist zwischen 1992 und 2014 um ein Drittel angestiegen:
| Jahr | Einwohner | Quelle       |
| ---- | --------- | ------------ |
| 1992 | 6611      | Volkszählung |
| 2001 | 7077      | Volkszählung |
| 2012 | 7186      | Volkszählung |
| 2024 | 8810      | Volkszählung |

Für das gesamte Municipio Puerto Acosta galten bei der letzten Volkszählung von 2001 die folgenden Daten:
- Das Municipio hatte eine Bevölkerungsdichte von 33,2 Einwohnern/km², die Lebenserwartung der Neugeborenen lag bei 59,8 Jahren, die Säuglingssterblichkeit war von 6,5 Prozent (1992) auf 7,4 Prozent im Jahr 2001 angestiegen.
- Der Alphabetisierungsgrad bei den über 15-Jährigen betrug 72,6 Prozent, und zwar 87,5 Prozent bei Männern und 58,9 Prozent bei Frauen.
- 51,1 Prozent der Bevölkerung sprechen Spanisch, 97,3 Prozent sprechen Aymara, und 0,2 Prozent Quechua.
- 82,0 Prozent der Bevölkerung haben keinen Zugang zu Elektrizität, 87,1 Prozent leben ohne sanitäre Einrichtung.
- 45,2 Prozent der Haushalte besitzen ein Radio, 4,5 Prozent einen Fernseher, 22,1 Prozent ein Fahrrad, 0,4 Prozent ein Motorrad, 0,5 Prozent einen PKW, 0,1 Prozent einen Kühlschrank, und 0,2 Prozent ein Telefon.

## Politik
Ergebnis der Regionalwahlen (concejales del municipio) vom 4. April 2010:
| Wahl- berechtigte |  | Wahl- beteiligung | gültige Stimmen |  | M.P.S. | MAS-IPSP | MSM    | UN    |
| ----------------- |  | ----------------- | --------------- |  | ------ | -------- | ------ | ----- |
| 3.532             |  | 3.269             | 1.960           |  | 968    | 628      | 318    | 46    |
|                   |  | 92,6 %            | 60,0 %          |  | 49,4 % | 32,0 %   | 16,2 % | 2,3 % |

Ergebnis der Regionalwahlen (elecciones de autoridades políticas) vom 7. März 2021:
| Wahl- berechtigte |  | Wahl- beteiligung | gültige Stimmen |  | J.A.LLALLA.L.P. | MAS-IPSP | MTS    | PBCSP  | SOL.BO | PAN-BOL | PDC    |
| ----------------- |  | ----------------- | --------------- |  | --------------- | -------- | ------ | ------ | ------ | ------- | ------ |
| 3.749             |  | 3.371             | 2.752           |  | 1.400           | 870      | 123    | 95     | 51     | 47      | 46     |
|                   |  | 89,92 %           | 81,64 %         |  | 50,87 %         | 31,61 %  | 4,47 % | 3,45 % | 1,85 % | 1,71 %  | 1,67 % |

## Gliederung
Das Municipio untergliederte sich bei der letzten Volkszählung von 2012 in die folgenden vier Kantone (cantones):
- 02-0405-03 Kanton Escoma – 18 Subkantone – 28 Ortschaften – 4.915 Einwohner
- 02-0405-04 Kanton Península de Challapata – 2 Subkantone – 2 Ortschaften – 845 Einwohner
- 02-0405-06 Kanton Villa Puni – 2 Subkantone – 2 Ortschaften – 574 Einwohner
- 02-0405-07 Kanton Collasuyo – 4 Subkantone – 6 Ortschaften – 852 Einwohner

## Ortschaften im Municipio Escoma
- Kanton Escoma
  - Escoma 1162 Einw. – Cala Cala 508 Einw.

- Kanton Península de Challapata
  - Challapata Grande 669 Einw. – Challapata Belén 176 Einw.

- Kanton Villa Puni
  - Villa Puni 413 Einw.

- Kanton Collasuyo
  - Ullachapi Primero 394 Einw. – Ullachapi Segundo 224 Einw.